# Mina Sato
Mina Sato (Japans: 佐藤 水菜, Satō Mina) (Chigasaki, 7 december 1995) is een Japans baanwielrenster die meerdere medailles won op inter- en nationale kampioenschappen.

## Carrière
Haar gehele carrière blinkt Sato uit op de keirin. Bij de Wereldkampioenschappen baanwielrennen 2021 won ze haar eerste medaille op dit onderdeel. Naast successen op Japanse bodem en de Aziatische kampioenschappen baanwielrennen won ze in 2023 haar eerste medailles op de Aziatische Spelen, ze zegevierde bij de keirin en sprint. Wederom een jaar later won ze voor het eerst goud op de WK baanwielrennen. Nadat ze een paar dagen eerder brons had gewonnen bij de sprint was ze, net als in 2021 en 2022, sterk in de finale van de keirin, ditmaal te sterk voor onder meer de Nederlandse Hetty van de Wouw en de Britse Katy Marchant. Eveneens in 2024 maakte ze haar debuut op de Olympische Spelen die dat jaar werden gehouden in Parijs.

## Overwinningen
| Jaar | JK                             | AK                  | WK                                   | Overige                                  |
| ---- | ------------------------------ | ------------------- | ------------------------------------ | ---------------------------------------- |
| 2021 |                                |                     | keirin · 4e teamsprint               |                                          |
| 2022 | 500m tijdrit · keirin · sprint | keirin · teamsprint | keirin · 7e teamsprint · 16e sprint  |                                          |
| 2023 | 500m tijdrit · keirin · sprint | keirin · sprint     | 10e teamsprint 13e keirin 16e sprint | Aziatische Spelen: · keirin · sprint     |
| 2024 | sprint · afvalkoers · scratch  |                     | keirin · sprint                      | Olympische Spelen: 10e sprint 13e keirin |